# Ardens felicitatis desiderium
Ardens felicitatis desiderium - instrukcja Kongregacji Nauki Wiary dotycząca modlitwy w celu osiągnięcia uzdrowienia pochodzącego od Boga. Została sporządzona i opublikowana 14 września 2000 roku przez Josepha Ratzingera.